# 폴리염화 바이페닐

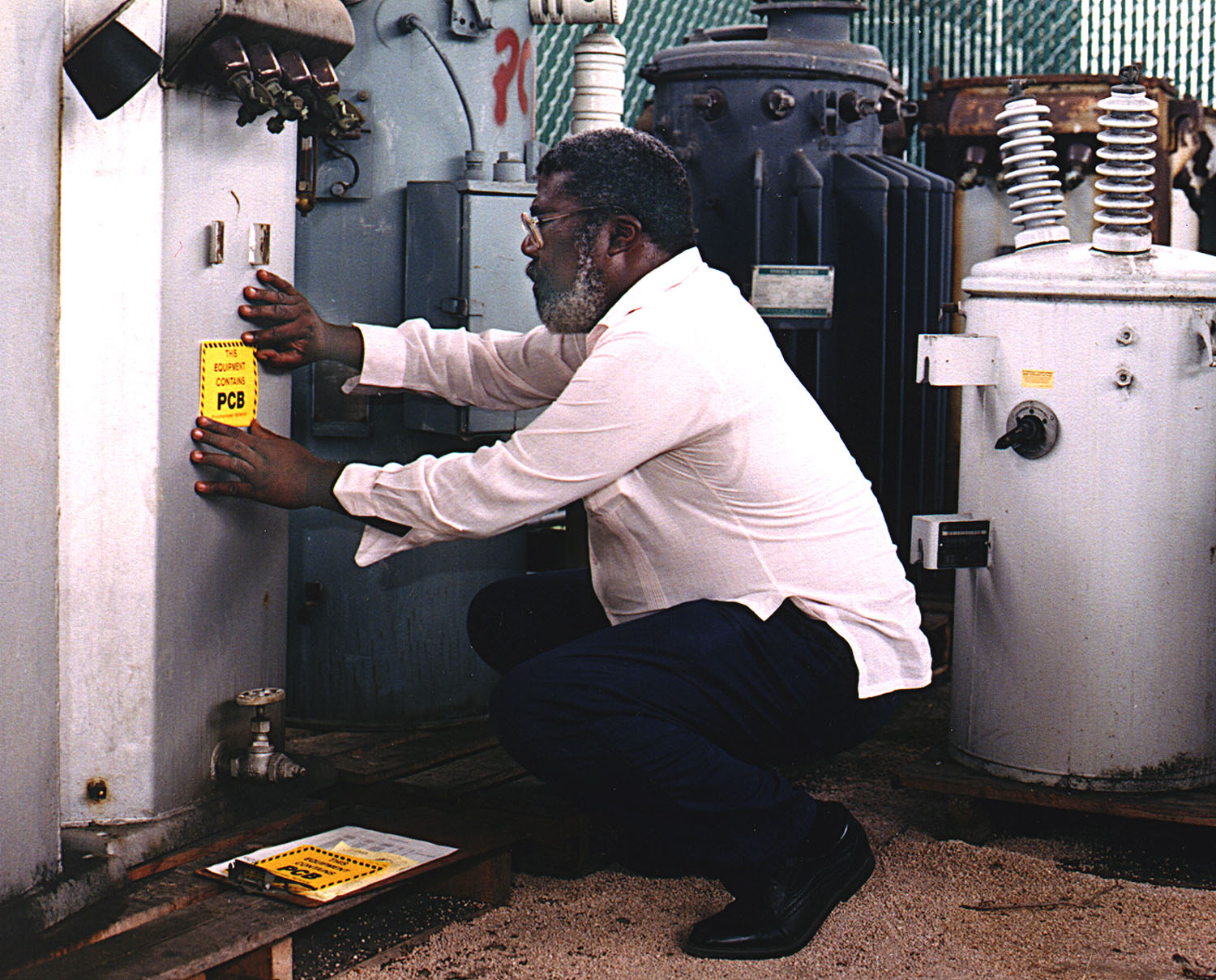
PCB를 담은 변압기를 마크하는 모습

폴리염화 바이페닐(영어: polychlorinated biphenyl, PCB)는 1에서 10개의 염소 원자들이 바이페닐에 붙어 있는 화학 물질을 일컫는다. 모든 PCB의 화학식은 C12H10-xClx이다.

## 사용
한때 살충제, 소화제, 밀봉제, 접착제, 도료등에 함유되어 있었으며, 불연성이고 열 및 전기 절연성이 뛰어나 변압기와 축전기의 냉각제나 단열재로 쓰였다. 그러나 1970년대에 이들의 독성이 발견되면서 전 세계적으로 사용이 금지되었다. 생물에 축적되는 독극물 가운데 하나이다.
미국과 영국에서 "아스카렐(Askarel)"이라는 상표로 불렸다.

PCB의 화학적 구조.

## 참조
1. ↑  “Hazardous Substance Fact Sheet” (PDF). New Jersey Department of Health.
2. ↑  Rudel, R A, Seryak, L M, and Brody, J G (2008). “PCB-containing wood floor finish is a likely source of elevated PCBs in resident's blood, household air and dust: a case study of exposure”. 《Environmental Health》: 2. doi:10.1186/1476-069X-7-2.

## 같이 보기
- 유기염소계